# Gouden Gids

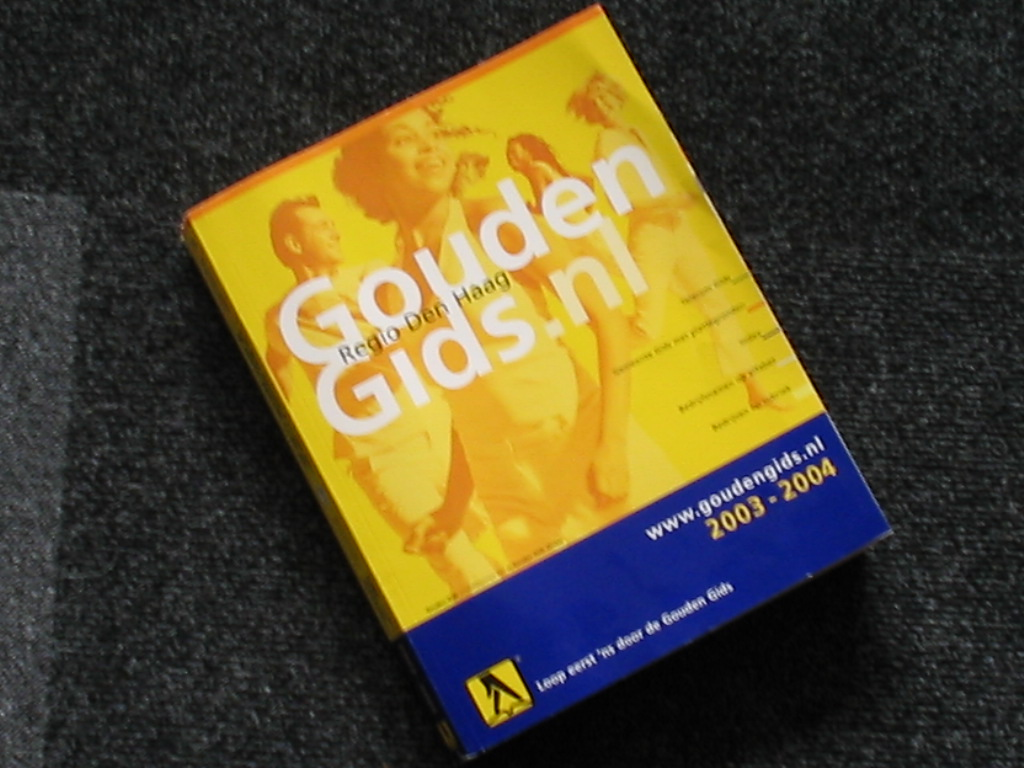
De Nederlandse Gouden Gids

De Gouden Gids, ook wel beroepengids genoemd, is een gids waarin de consument contactgegevens van bedrijven kan vinden.

## Nederland
De Gouden Gids verscheen in Nederland in 1965 voor het eerst bij uitgeverij Hiber als "Gele Gids". Via de slagzin "Gele Gids ... Gouden Gids!" werd de naam langzamerhand veranderd in "Gouden Gids". 
Er waren 26 regionale gidsen, die gratis worden verspreid in de betreffende regio of stedelijke agglomeratie. De Gouden Gids was tot eind 2005 ook op cd-rom beschikbaar. Hij is op internet te raadplegen en via de SMS-service 5511. De bedrijven zijn verdeeld in ca. 1900 rubrieken.
Inhoud van de Gouden Gids:
- plattegronden met straatnamenregister
- de Gele Gids: alle bedrijven op rubriek gerangschikt
- de Nationale Telefoongids (Witte Gids): alle bedrijven alfabetisch gerangschikt op regionaal niveau

Vanaf 2004 kon men ook particuliere adressen en telefoonnummers in de Gouden Gids vinden. Dit werd de 'Nationale telefoongids' genoemd. Deze was vanaf 2006 echter uitsluitend op internet te raadplegen.
Gouden Gids was van 2001 tot 2006 de naamsponsor van de Nederlandse eerste divisie in het betaald voetbal. De officiële naam van de competitie was in die periode de Gouden Gids Divisie. Als sponsor was Gouden Gids begin jaren tachtig ook te zien op het shirt van voetbalclub Feyenoord.
In 2005 neemt VNU de World Directories activiteiten over van ITT en verandert deze in 2007 in Truvo. De Nederlandse divisie van Truvo werd in 2008 verkocht aan European Directories, uitgever van concurrent De Telefoongids. De Gouden Gids is vervolgens opgegaan in de combinatie De Telefoongids & Gouden Gids onder de naam DTG. Sinds begin 2019 is de gids enkel online te raadplegen.
Het bedrijf is per 14 maart 2022 bij FCR Media ondergebracht. Op 1 maart 2023 maakte Youvia bekend dat de Gouden Gids als digitaal platform in Nederland is teruggekeerd.

## België
In België werd de Gouden Gids of Pages d'Or voor het eerst uitgegeven in 1969. De gids verscheen voor het eerst in Antwerpen en Luik. Een jaar later was de eerste cyclus rond en ontving elke telefoonabonnee zijn Gouden Gids en Witte Gids.
De Belgische gids werd uitgegeven door Truvo, dat voor 2007 de naam Promedia droeg. FCR Media uit Estland redde een groot deel van het bedrijf uit het faillissement. Sinds 2016 wordt Gouden Gids beheerd door FCR Media Belgium. Ondertussen zijn er in België wel meerdere beroepengidsen ontstaan en is Gouden Gids lang niet meer de enige. Vooral online zijn er veel alternatieven ontstaan.

## VNU World Directories
Promedia en Gouden Gids BV waren beide onderdeel van VNU World Directories. Dit bedrijf is als ITT World Directories in 1998 door VNU gekocht voor 1,91 miljard euro van het Amerikaanse ITT. In 2004 verkocht VNU het bedrijf weer voor 2,08 miljard euro aan de Britse investeringsmaatschappijen Apax en Cinven.
Apax/Cinven heeft directieleden aangetrokken uit de kringen van Sensis/Telstra (telecom Australië).